# Magnus Norman
Magnus Norman (Filipstad, 30 maggio 1976) è un allenatore di tennis ed ex tennista svedese, ex numero 2 ATP in singolare e finalista al Roland Garros 2000, ritiratosi dalle competizioni nel 2004 per persistenti problemi fisici.

## Carriera da giocatore
Norman ha giocato il suo primo torneo ATP a Stoccolma, nel 1992, a soli 16 anni (dopo aver superato le qualificazioni). Tuttavia le sue apparizioni nei tornei "pro" sono diventate più costanti a partire dal 1995, quando il suo tennis potente fu in grado di competere più frequentemente con i rivali. Destro, dotato di un buonissimo gioco da fondo campo, Norman si adattatava bene sia ai campi in terra che a quelli in cemento.
Nel 1997 vinse il suo primo torneo, a Båstad: quello fu il primo di dodici successi (tra cui il Master di Roma, vinto nel 2000). Nel suo palmarès si contano anche una semifinale agli Australian Open (perse da Evgenij Kafel'nikov) ma soprattutto una finale al Roland Garros (perse in 4 set da Gustavo Kuerten). Entrambi questi traguardi furono raggiunti nel 2000. Tali risultati lo portarono al n. 2 del mondo nel corso di quell'anno.
Successivamente lo svedese ha continuato a giocare a buoni livelli ma continui problemi al ginocchio lo hanno costretto al ritiro prematuro.
Norman ha vinto la Coppa Davis con la Svezia nel 1998, nella finale contro l'Italia giocata a Milano. Lo svedese portò il primo punto alla sua squadra dopo aver sconfitto Andrea Gaudenzi, il quale si ritirò sul 6-6 del quinto set per un infortunio alla spalla.

## Carriera da allenatore
Fa il suo esordio come coach nel 2008, diventando allenatore di Thomas Johansson. Nel biennio 2009-2010 ha seguito Robin Söderling. Nel 2011, assieme a Mikael Tillström e Nicklas Kulti ha fondato a Danderyd nella contea di Stoccolma la Good to Great Tennis Academy, prima accademia di tennis fondata in Svezia.
È poi stato allenatore di Stan Wawrinka dal 2013 al 2017, periodo in cui lo svizzero ha ottenuto i suoi migliori risultati, e poi di nuovo dal 2018 al 2020 e dal 2022.

## Finali nei Tornei del Grande Slam (1)

### Sconfitte: (1)
| Anno | Torneo          | Superficie  | Avversario della finale | Punteggio             |
| 2000 | Open di Francia | Terra rossa | Gustavo Kuerten         | 6–2, 6–3, 2–6, 7–6(6) |

## Singolare

### Vittorie (12)
| Legenda                           |
| Grande Slam                       |
| Tennis Masters Cup                |
| ATP Masters Series (1)            |
| ATP International Series Gold (1) |
| ATP International Series (10)     |

| Titoli per superficie |
| Cemento (5)           |
| Erba (0)              |
| Terra rossa (7)       |
| Sintetico (0)         |

| Nº  | Data            | Torneo                                | Superficie  | Avversario della finale | Risultato                     |
| --- | --------------- | ------------------------------------- | ----------- | ----------------------- | ----------------------------- |
| 1.  | 13 luglio 1997  | Swedish Open, Båstad (1)              | Terra rossa | Juan Antonio Marín      | 7–5, 6–2                      |
| 2.  | 9 agosto 1998   | Dutch Open, Amsterdam                 | Terra rossa | Richard Fromberg        | 6–3, 6–3, 2–6, 6–4            |
| 3.  | 25 aprile 1999  | Orlando, USA                          | Terra rossa | Guillermo Cañas         | 6–0, 6–3                      |
| 4.  | 25 luglio 1999  | Mercedes Cup, Stoccarda               | Terra rossa | Tommy Haas              | 6(6)–7, 4–6, 7–6(7), 6–0, 6–3 |
| 5.  | 1º agosto 1999  | Croatia Open Umag, Umago              | Terra rossa | Jeff Tarango            | 6–2, 6–4                      |
| 6.  | 29 agosto 1999  | Long Island, USA (1)                  | Cemento     | Àlex Corretja           | 7–6(4), 4–6, 6–3              |
| 7.  | 10 ottobre 1999 | Shanghai Open, Shanghai (1)           | Cemento     | Marcelo Ríos            | 2–6, 6–3, 7–5                 |
| 8.  | 16 gennaio 2000 | Heineken Open, Auckland               | Cemento     | Michael Chang           | 3–6, 6–3, 7–5                 |
| 9.  | 14 maggio 2000  | Internazionali d'Italia, Roma         | Terra rossa | Gustavo Kuerten         | 6–3, 4–6, 6–4, 6–4            |
| 10. | 16 luglio 2000  | Swedish Open, Båstad (2)              | Terra rossa | Andreas Vinciguerra     | 6–1, 7–6(6)                   |
| 11. | 27 agosto 2000  | Waldbaum's Hamlet Cup, Long Island(2) | Cemento     | Thomas Enqvist          | 6–3, 5–7, 7–5                 |
| 12. | 22 October 2000 | Shanghai Open, Shanghai (2)           | Cemento     | Sjeng Schalken          | 6–4, 4–6, 6–3                 |

### Sconfitte (5)
| Numero | Data            | Torneo                                 | Superficie  | Avversario della finale | Punteggio             |
| 1.     | 19 ottobre 1997 | Croatia Open Umag, Umago               | Sintetico   | Karol Kučera            | 2–6, rit.             |
| 2.     | 11 giugno 2000  | Open di Francia, Parigi                | Terra rossa | Gustavo Kuerten         | 2–6, 3–6, 6–2, 6(6)–7 |
| 3.     | 14 gennaio 2001 | Medibank International, Sydney         | Cemento     | Lleyton Hewitt          | 4–6, 1–6              |
| 4.     | 11 marzo 2001   | Tennis Channel Open, Scottsdale        | Cemento     | Francisco Clavet        | 4–6, 2–6              |
| 5.     | 6 October 2002  | Japan Open Tennis Championships, Tokyo | Cemento     | Kenneth Carlsen         | 6(6)–7, 3–6           |